# Belvosia lugubris
Belvosia lugubris är en tvåvingeart som först beskrevs av Blanchard 1954.  Belvosia lugubris ingår i släktet Belvosia och familjen parasitflugor. Inga underarter finns listade i Catalogue of Life.